# JWH-210
JWH-210，化学名：1-戊基-3-(4-乙基-1-萘甲酰基)吲哚，分子式C26H27NO，是一种镇痛药，属于约翰·威廉·霍夫曼小组合成的萘甲酰基吲哚类JWH系列大麻素。